# إبراهيم الحاقلاني
إبراهيم الحاقلاني (1013 - 1075 هـ / 1605 - 1664 م) هو فيلسوف ولغوي ماروني. اشتهر بترجمته لأعمال عربية إلى اللاتينية.
ولد بحاقل، من ناحية جبيل العليا، ورحل إلى رومية، وتوفي فيها.

## آثاره
- كتاب الانتصار لا فتيشيو
- معجم عربي لاتيني
- مختصر حكمة فلاسفة العرب
- ترجمة سفر «راعوث» إلى العربية، والسريانية، واللاتينية.
- ترجمة السفر الثالث من «المكابيين» إلى اللغة العربية.[4]